# NGC 6312
NGC 6312 é uma galáxia  localizada na direcção da constelação de Hercules. Possui uma declinação de +42° 17' 17" e uma ascensão recta de 17 horas, 10 minutos e 48,1 segundos.
A galáxia NGC 6312 foi descoberta em 25 de Julho de 1879 por Édouard Jean-Marie Stephan.